# 77ns Premis Tony
Els 77ns Premis Tony es van celebrar el 16 de juny de 2024 per reconèixer els èxits en les produccions de Broadway durant la temporada 2023-24. La cerimònia es va celebrar al David H. Koch Theatre del Lincoln Center a la ciutat de Nova York, i es va emetre per la CBS. Ariana DeBose va ser amfitriona per tercer any consecutiu.
The Outsiders va guanyar el premi al millor musical. Stereophonic, que va ser la producció que va guanyar més premis de la nit, va guanyar el premi a la millor obra. Els primers guanyadors notables van incloure Sarah Paulson (millor actriu protagonista en una obra), Daniel Radcliffe (millor actor de repartiment de musical) i Jeremy Strong (millor actor protagonista en una obra) i Dede Ayite, la primera dona negra a guanyar en millor disseny de vestuari.

## Informació de la cerimònia
Igual que es va fer l'any anterior, la cerimònia comença amb un programa previ a Pluto TV titulat The Tony Awards: Act One, presentat per Julianne Hough i Utkarsh Ambudkar.

### Presentadors
- Taraji P. Henson – va presentar el premi al Millor actor protagonista en una obra
- Danai Gurira – va presentar una actuació d'Alicia Keys, Jay-Z i el repartiment de Hell's Kitchen
- Jesse Tyler Ferguson – va presentar el premi al Millor actor de repartiment en una obra
- Pete Townshend – va presentar una actuació del repartiment de The Who's Tommy
- Taylor Tomlinson & Wendell Pierce – van presentar el premi a la Millor actriu de repartiment en una obra
- Ashley Park & Renée Elise Goldsberry – van presentar els premis a la Millor direcció d'obra i a la Millor direcció de musical
- Patrick Wilson – va presentar una actuació del repartiment de Water for Elephants
- Anthony Ramos & Ben Platt – van presentar els premis al Millor actor de repartiment de musical i a la Millor actriu de repartiment de musical
- Julianne Hough – va presentar una actuació del repartiment de Illinoise
- Utkarsh Ambudkar – va presentar el premi al Millor banda sonora
- Andrew Rannells & Josh Gad (com "Doug" i "Bud" de Gutenberg! The Musical!) – van presentar Jim Parsons
- Jim Parsons – va presentar el premi al Millor revival d'obra
- Audra McDonald, Bebe Neuwirth & Brian Stokes Mitchell – van encapçalar un tribute especial a Chita Rivera, que havia mort el 2024 als 91 anys.[7]
- Tamara Tunie – va presentar a Nate Burleson i Solomon Thomas
- Nate Burleson & Solomon Thomas – va presentar a Jeffrey Wright
- Jeffrey Wright – va presentar el premi a la Millor obra
- Hillary Clinton – va presentar una actuació del repartiment de Suffs
- Angelina Jolie – va presentar una actuació del repartiment de The Outsiders
- Jennifer Hudson – presented Millor revival de musical
- Sean Hayes – va presentar el premi a la Millor actriu protagonista en una obra
- Brooke Shields – va presentar Nicole Scherzinger & I el tribute "In Memoriam"
- Nick Jonas & Adrienne Warren – van presentar els premis a la Millor actriu protagonista de musical i al Millor actor protagonista de musical
- Cynthia Erivo & Idina Menzel – van presentar el premi a Millor musical[8]

### Actuacions
Els musicals, obres de teatre i intèrprets convidats que van actuar durant la cerimònia són els següents:
- "The Gospel" / "Authors of Forever" / "Fallin'" / "Empire State of Mind (Part II) Broken Down" / "Empire State of Mind" – Hell's Kitchen (amb Alicia Keys i Jay-Z)
- "See Me, Feel Me" / "Pinball Wizard" – The Who's Tommy (ambh Pete Townshend)
- "Second Transition"/"Old Friends" – Merrily We Roll Along
- "Anywhere/Another Train" / "The Road Don't Make You Young" – Water for Elephants
- "The Predatory Wasp of the Palisades Is Out to Get Us!" – Illinoise
- "Masquerade" – Stereophonic[9][10]
- "Wilkommen" – Cabaret at the Kit Kat Club
- "Keep Marching" – Suffs
- "Tulsa '67" / "Grease Got a Hold" – The Outsiders
- "What I Did for Love" – Nicole Scherzinger (In Memoriam)[11]

## Elegibilitat
Les dates d'elegibilitat per als Premis Tony per a la temporada de Broadway 2023-2024 van ser del 28 d'abril de 2023 al 25 d'abril de 2024. Les produccions han de complir tots els altres requisits d'elegibilitat establerts per l'American Theatre Wing i la Broadway League. Hi ha 41 teatres legítims elegibles per a Broadway en els quals s'ha de representar una producció per assolir l'elegibilitat per a la consideració del premi. Les nominacions als Premis Tony 2024 es van anunciar el 30 d'abril de 2024.
| Obres originals - The Cottage - Grey House - I Need That - Jaja's African Hair Braiding - Mary Jane - Mother Play - Patriots - Prayer for the French Republic - The Shark Is Broken - Stereophonic | Musicals originals - Back to the Future: The Musical - Days of Wine and Roses - The Great Gatsby - Harmony - The Heart of Rock and Roll - Hell's Kitchen - Here Lies Love - How to Dance in Ohio - Illinoise - Lempicka - The Notebook - Once Upon a One More Time - The Outsiders - Suffs - Water for Elephants | Revivals d'obres - Appropriate - Doubt: A Parable - An Enemy of the People - Purlie Victorious: A Non-Confederate Romp through the Cotton Patch - Uncle Vanya | Revivals de musicals - Cabaret at the Kit Kat Club - Gutenberg! The Musical! - Merrily We Roll Along - Spamalot - The Who's Tommy - The Wiz |

## Guanyadors i nominacions
Els nominats per als 77è Premis Tony van ser anunciats el 30 d'abril de 2024 per Jesse Tyler Ferguson i Renée Elise Goldsberry.
| Millor obra ‡ | Millor musical ‡ |
| --- | --- |
| - Stereophonic - Jaja's African Hair Braiding - Mary Jane - Mother Play - Prayer for the French Republic | - The Outsiders - Hell's Kitchen - Illinoise - Suffs - Water for Elephants |
| Millor revival d'obra ‡ | Millor reestrena de musical ‡ |
| - Appropriate - An Enemy of the People - Purlie Victorious: A Non-Confederate Romp through the Cotton Patch | - Merrily We Roll Along - Cabaret - Gutenberg! The Musical! - The Who's Tommy |
| Millor actor protagonista en una obra | Millor actriu protagonista en una obra |
| - Jeremy Strong – An Enemy of the People com Doctor Thomas Stockmann - William Jackson Harper – Uncle Vanya com Astrov - Leslie Odom Jr. – Purlie Victorious: A Non-Confederate Romp through the Cotton Patch com Purlie Victorious Judson - Liev Schreiber – Doubt: A Parable com Father Brendan Flynn - Michael Stuhlbarg – Patriots com Boris Berezovsky | - Sarah Paulson – Appropriate com Antoinette "Toni" Lafayette - Betsy Aidem – Prayer for the French Republic com Marcelle Salomon Benhamou - Jessica Lange – Mother Play com Phyllis - Rachel McAdams – Mary Jane com Mary Jane - Amy Ryan – Doubt: A Parable com Sister Aloysius Beauvier                                                                                            |
| Millor actor protagonista de musical | Millor actriu protagonista de musical |
| - Jonathan Groff – Merrily We Roll Along com Franklin Shephard - Brody Grant – The Outsiders com Ponyboy Curtis - Dorian Harewood – The Notebook com Noah Calhoun (older) - Brian d'Arcy James – Days of Wine and Roses com Joseph "Joe" Clay - Eddie Redmayne – Cabaret com the Emcee                                                                      | - Maleah Joi Moon – Hell's Kitchen com Ali - Eden Espinosa – Lempicka com Tamara de Lempicka - Kelli O'Hara – Days of Wine and Roses com Kirsten Arnesen-Clay - Maryann Plunkett – The Notebook com Allison "Allie" Calhoun (older) - Gayle Rankin – Cabaret com Sally Bowles |
| Millor actor de repartiment en una obra | Millor actriu de repartiment en una obra |
| - Will Brill – Stereophonic com Reg - Eli Gelb – Stereophonic com Grover - Jim Parsons – Mother Play com Carl - Tom Pecinka – Stereophonic com Peter - Corey Stoll – Appropriate com Beauregard "Bo" Lafayette | - Kara Young – Purlie Victorious: A Non-Confederate Romp through the Cotton Patch com Lutiebelle Gussie Mae Jenkins - Quincy Tyler Bernstine – Doubt: A Parable com Mrs. Muller - Juliana Canfield – Stereophonic com Holly - Celia Keenan-Bolger – Mother Play com Martha - Sarah Pidgeon – Stereophonic com Diana                                                                   |
| Millor actor de repartiment de musical | Millor actriu de repartiment de musical |
| - Daniel Radcliffe – Merrily We Roll Along com Charley Kringas - Roger Bart – Back to the Future: The Musical com Doc Brown - Joshua Boone – The Outsiders com Dallas Winston - Brandon Victor Dixon – Hell's Kitchen com Davis - Sky Lakota-Lynch – The Outsiders com Johnny Cade - Steven Skybell – Cabaret at the Kit Kat Club com Herr Schultz          | - Kecia Lewis – Hell's Kitchen com Miss Liza Jane - Shoshana Bean – Hell's Kitchen com Jersey - Amber Iman – Lempicka com Rafaela - Nikki M. James – Suffs com Ida B. Wells - Leslie Rodriguez Kritzer – Monty Python's Spamalot com la Lady of the Lake - Lindsay Mendez – Merrily We Roll Along com Mary Flynn - Bebe Neuwirth – Cabaret at the Kit Kat Club com Fraulein Schneider |
| Millor direcció d'obra | Millor direcció de musical |
| - Daniel Aukin – Stereophonic - Anne Kauffman – Mary Jane - Kenny Leon – Purlie Victorious: A Non-Confederate Romp through the Cotton Patch - Lila Neugebauer – Appropriate - Whitney White – Jaja's African Hair Braiding | - Danya Taymor – The Outsiders - Maria Friedman – Merrily We Roll Along - Michael Greif – Hell's Kitchen - Leigh Silverman – Suffs - Jessica Stone – Water for Elephants |
| Millor llibret | Millor banda sonora |
| - Shaina Taub – Suffs - Kristoffer Diaz – Hell's Kitchen - Bekah Brunstetter – The Notebook - Justin Levine and Adam Rapp – The Outsiders - Rick Elice – Water for Elephants | - Suffs – Shaina Taub (música i lletres) - Days of Wine and Roses – Adam Guettel (música i lletres) - Here Lies Love – David Byrne and Fatboy Slim (música i lletres) - Stereophonic – Will Butler (cançons originals de) - The Outsiders – Jamestown Revival (Zach Chance i Jonathan Clay) i Justin Levine (música i lletres)                                                        |
| Millor escenografia | Millor escenografia a un musical |
| - David Zinn – Stereophonic - dots – Appropriate - dots – An Enemy of the People - Derek McLane – Purlie Victorious: A Non-Confederate Romp through the Cotton Patch - David Zinn – Jaja's African Hair Braiding | - Tom Scutt – Cabaret at the Kit Kat Club - AMP featuring Tatiana Kahvegian – The Outsiders - Robert Brill and Peter Nigrini – Hell's Kitchen - Takeshi Kata – Water for Elephants - David Korins – Here Lies Love - Tim Hatley and Finn Ross – Back to the Future: The Musical - Riccardo Hernández and Peter Nigrini – Lempicka                                                     |
| Millor vestuari a una obra | Millor vestuari a un musical |
| - Dede Ayite – Jaja's African Hair Braiding - Dede Ayite – Appropriate - Enver Chakartash – Stereophonic - Emilio Sosa – Purlie Victorious: A Non-Confederate Romp through the Cotton Patch - David Zinn – An Enemy of the People | - Linda Cho – The Great Gatsby - Dede Ayite – Hell's Kitchen - David Israel Reynoso – Water for Elephants - Tom Scutt – Cabaret at the Kit Kat Club - Paul Tazewell – Suffs |
| Millor il·luminació | Millor il·luminació a un musical |
| - Jane Cox – Appropriate - Isabella Byrd – An Enemy of the People - Amith Chandrashaker – Prayer for the French Republic - Jiyoun Chang – Stereophonic - Natasha Katz – Grey House | - Hana S. Kim and Brian MacDevitt – The Outsiders - Brandon Stirling Baker – Illinoise - David Bengali and Bradley King – Water for Elephants - Isabella Byrd – Cabaret at the Kit Kat Club - Natasha Katz – Hell's Kitchen |
| Millor so | Millor so a un musical |
| - Ryan Rumery – Stereophonic - Stefania Bulbarella and Justin Ellington – Jaja's African Hair Braiding - Leah Gelpe – Mary Jane - Tom Gibbons – Grey House - Will Pickens and Bray Poor – Appropriate | - Cody Spencer – The Outsiders - M. L. Dogg and Cody Spencer – Here Lies Love - Kai Harada – Merrily We Roll Along - Nick Lidster for Autograph – Cabaret at the Kit Kat Club - Gareth Owen – Hell's Kitchen |
| Millor coreografia | Millors orquestracions |
| - Justin Peck – Illinoise - Camille A. Brown – Hell's Kitchen - Shana Carroll and Jesse Robb – Water for Elephants - Jeff Kuperman and Rick Kuperman – The Outsiders - Annie-B Parson – Here Lies Love | - Jonathan Tunick – Merrily We Roll Along - Adam Blackstone and Tom Kitt – Hell's Kitchen - Will Butler and Justin Craig – Stereophonic - Matt Hinkley, Justin Levine, and Jamestown Revival (Zach Chance and Jonathan Clay) – The Outsiders - Timo Andres - Illinoise |

‡ El premi és atorgat als productors del musical o de l'obra.

### Produccions amb múltiples nominacions
| Nominacions | Producció                                                          |
| ----------- | ------------------------------------------------------------------ |
| 13          | Hell's Kitchen                                                     |
| 13          | Stereophonic                                                       |
| 12          | The Outsiders                                                      |
| 9           | Cabaret at the Kit Kat Club                                        |
| 8           | Appropriate                                                        |
| 7           | Merrily We Roll Along                                              |
| 7           | Water for Elephants                                                |
| 6           | Purlie Victorious: A Non-Confederate Romp through the Cotton Patch |
| 6           | Suffs                                                              |
| 5           | An Enemy of the People                                             |
| 5           | Jaja's African Hair Braiding                                       |
| 4           | Here Lies Love                                                     |
| 4           | Illinoise                                                          |
| 4           | Mary Jane                                                          |
| 4           | Mother Play                                                        |
| 3           | Days of Wine and Roses                                             |
| 3           | Doubt: A Parable                                                   |
| 3           | Lempicka                                                           |
| 3           | The Notebook                                                       |
| 3           | Prayer for the French Republic                                     |
| 2           | Back to the Future: The Musical                                    |
| 2           | Grey House                                                         |

| Premis | Producció             |
| ------ | --------------------- |
| 5      | Stereophonic          |
| 4      | Merrily We Roll Along |
| 4      | The Outsiders         |
| 3      | Appropriate           |
| 2      | Hell's Kitchen        |
| 2      | Suffs                 |

#### Persones amb múltiples nominacions
| Individual                                      | Nominacions | Premis |
| ----------------------------------------------- | ----------- | ------ |
| Justin Levine                                   | 3           | 0      |
| David Zinn                                      | 3           | 1      |
| Dede Ayite                                      | 3           | 1      |
| Will Butler                                     | 2           | 0      |
| Isabella Byrd                                   | 2           | 0      |
| Natasha Katz                                    | 2           | 0      |
| Peter Nigrini                                   | 2           | 0      |
| Jamestown Revival (Zach Chance i Jonathan Clay) | 2           | 0      |
| Tom Scutt                                       | 2           | 1      |
| Shaina Taub                                     | 2           | 2      |

## Premis no competitius
Els destinataris de tres premis Tony especials inclouen Alex Edelman pel seu "debut exemplar" al seu espectacle en solitari Just for Us, Abe Jacob per les seves contribucions al disseny de so modern al teatre i Nikiya Mathis pel disseny de cabells i perruques per a l'obra Jaja's African Hair Braiding. Els destinataris dels Premis honorífics per l'excel·lència al teatre d'enguany són el dissenyador de projeccions escèniques Wendall K. Harrington, la directora executiva de l'ASU Gammage i la membre de la Broadway League Colleen Jennings-Roggensack, la presidenta de la junta de Playwrights Horizons Judith O. Rubin, la Dramatists Guild Foundation i el Centre de Salut Samuel J. Friedman per a les Arts Escèniques. Billy Porter va rebre el premi Isabelle Stevenson l'any 2024 pel seu activisme a la comunitat LGBTQIA+, especialment amb la Fundació Elizabeth Taylor AIDS i l'Entertainment Community Fund. Els directors Jack O'Brien i George C. Wolfe rebran uns premis Tony especials per la seva trajectòria al teatre. El Wilma Theater de Filadèlfia és el guanyador del premi Al teatre regional l'any 2024. El destinatari del premi a l'Excel·lència en l'Educació Teatral serà CJay Philip, el fundador i director creatiu de Dance & BMore a Baltimore, Maryland.